# نهان أناز
نِهان أناز (بالتركية: Nihan Anaz)‏ مواليد 29 أبريل 1979 في أنقرة، هي لاعبة كرة سلة تركية. بدأت مسيرتها الاحترافية في سنة 2004. تلعب مع بشكطاش في الدوري التركي لكرة السلة للسيدات. يبلغ طولها 5 قدم 9 بوصة (1.8 م).

## المسيرة الاحترافية
لعبت مع نادي غلطة سراي لكرة السلة للسيدات من سنة 1996 إلى 1999، ثم لعبت مع نادي بشكتاش لكرة السلة للسيدات من سنة 2004 إلى 2006، ثم لعبت مع نادي غلطة سراي لكرة السلة للسيدات في سنة 2007، ثم لعبت مع ميغرو في موسم 2007–2008، ثم لعبت مع نادي سامسون لكرة السلة للسيدات في موسم 2008–2009، ثم لعبت مع نادي غلطة سراي لكرة السلة للسيدات في موسم 2010–2011، ثم لعبت مع نادي بشكتاش لكرة السلة للسيدات في موسم 2011–2012.

## الإنجازات
- الدوري التركي للسيدات
  - الفوز (1): 2004-05